# خيرونيمو تشوريجيرا
خيرونيمو تشوريجيرا (بالإسبانية: Jerónimo Churriguera)‏ ‏ ( - 6 فبراير 1731 ) مهندس معماري من إسبانيا.